# 小舍斯蒂爾尼亞
47°33′16″N 33°33′14″E / 47.55444°N 33.55389°E
小舍斯蒂爾尼亞（烏克蘭語：Мала Шестірня）是位於烏克蘭南部的村莊，由赫爾松州貝里斯拉夫區的維索科皮利亞市鎮負責管轄。該村始建於1894年，面積6.3平方公里，海拔高度91米，2001年人口380，人口密度每平方公里60人。